# Allmaniella arafurensis
Allmaniella arafurensis är en ringmaskart som beskrevs av Horst 1915. Allmaniella arafurensis ingår i släktet Allmaniella och familjen Polynoidae. Inga underarter finns listade i Catalogue of Life.